# Breguet
Breguet — швейцарський виробник розкішних годинників, заснований Абрахамом Луї Бреге в Парижі в 1775 році. З 1976 року його годинники були виготовлені в Vallée de Joux у Швейцарії. Вона була частиною The Swatch Group з 1999 року.
Компанія разом з Vacheron Constantin є однією з найстаріших годинникових виробництв та піонером численних технологій, таких як турбійон, винайдений Абрахом-Луї Бреге. Він також виготовив перші наручні годинники в 1810 році.
Годинники Breguet найчастіше легко розпізнаються за монетичні речі, гільйоєві циферблати та ручки синього помпи (часто тепер називають «руками Бреге»).
Крім годинників, Breguet також виробляє письмові прилади, жіночі прикраси та запонки.

## Історія
Breguet був заснований в 1775 році Авраамом-Луї Бреге, швейцарським годинникарем, народженим батьками гугенотами у Невшателі, Швейцарія. Він провів 10 років за вивченням годинникової майстерності під керівництвом Фердинанда Берту та Жан-Антуана Лепіна перед тим, як створити власний годинниковий бізнес в Парижі на 51 Quai de l'Horloge на острові Сіте у Парижі. Таку можливість йому забезпечив посаг від шлюбу з донькою успішного французького підприємця. Зв'язки Бреге, зроблені під час його учнівства як годинникаря і як студента математики, допомогли йому встановити свій бізнес. Після вступу до суду королева Марія Антуанетта зачарована унікальними автоматичними годинниками Breguet; Людовік XVI купив кілька годинників. У 1783 році шведський граф Аксель фон Ферсен, котрий був другом королеви та відомим любчиком, замовив годинник від Бреге, який повинен містити всі складні механізми годинника, відомі на той час для подарунку Марії Антуанетті, — цей годинник став шедевром Бреге, під назвою Marie Antoinette (No 160).

## Сучасність
Breguet кілька разів змінював власників в 1970-х і 1980-х роках, перш ніж він був придбаний поточним власником групи Swatch в 1999 році.